# Phaethontis
Phaethontis és una característica d'albedo a la superfície de Mart, localitzada amb el sistema de coordenades planetocèntriques a -49.67 ° latitud N i 205 ° longitud E. El nom va ser aprovat per la UAI l'any 1958 i fa referència a Terra de Faetont, personatge de la mitologia grega que va furtar el carro del sol.